# Liernais
Liernais – miejscowość i gmina we Francji, w regionie Burgundia-Franche-Comté, w departamencie Côte-d’Or.
Według danych na rok 1990 gminę zamieszkiwało 628 osób, a gęstość zaludnienia wynosiła 22 osoby/km² (wśród 2044 gmin Burgundii Liernais plasuje się na 377. miejscu pod względem liczby ludności, natomiast pod względem powierzchni na miejscu 205.).